# Joacim Cans
Joacim Cans (Mora, 19. veljače 1970.), švedski glazbenik i pjevač.
Vodeći je vokal HammerFalla, švedskog power metal sastava. Pohađao je Glazbenu Akademiju u Hollywoodu. Svoj prvi samostalni album Beyond the Gates objavio je 2004. godine.

## Vanjske poveznice
- Službena stranica